# José Maria de Magalhães
José Maria de Magalhães (Chaves, 18 de janeiro de 1808 — Lisboa, 13 de março de 1869) foi um oficial general do Exército Português que, entre outras funções de relevo, foi Ministro e Secretário de Estado dos Negócios da Guerra do 28.º governo da Monarquia Constitucional, em funções de 4 de janeiro a 22 de julho de 1868.